# لعيايدة (عامر السفلية)
لعيايدة هي إحدى مشيخات المملكة المغربية، تتبع جغرافيا لإقليم القنيطرة وإداريًا لعامر السفلية. يقدر عدد سكانها بـ 7732 نسمة حسب الإحصاء الرسمي للسكان والسكنى لسنة 2004.